# さかはらあつし
さかはら あつし（阪原淳、1966年8月27日- ）は、映画監督、作家、小説家、起業家、大学教員、研究者、京都出身。大阪公立大学大学院経済学研究科・経済学部非常勤講師。京都精華大学非常勤講師。早稲田大学法学部招聘講師。明治大学サービス創新研究所客員研究員。日本ペンクラブ会員(N) バンコク国際ドキュメンタリー映画祭国際審査員。サリン被害者の会代表、宇都宮大学大学院博士課程先端工学システムデザインプログラムに在学。大阪公立大学の教え子と教育のスタートアップ、株式会社ロジグリッシュを共同創業。2023年3月27日に大阪公立大初の公認学生ベンチャーとなる。

## 人物
デイヴィッド・グリーンスパン監督『Bean Cake（おはぎ）』（主演:神田沙也加）にアソシエイト・プロデューサーとして携わり、同作は第54回カンヌ国際映画祭で短編部門のパルム・ドールを受賞した。初監督長編作品のドキュメンタリー映画「AGANAI-地下鉄サリン事件と私」は世界の多くの映画祭に招待され、RottenTomatoesではTomato Meterで異例の100満点と世界の批評家から高く評価される。映画学校に学ばず、助監督などアシスタント経験も一切ない初監督での高評価は異例である。韓国教育放送公社主催のEDIF2021のコンペティション部門でグランプリを受賞した。

## 来歴
1966年、京都市左京区百万遍に生まれる。京丹波町で幼年期を過ごし、ノートルダム学院小学校、長岡京市立長岡中学校、京都府立乙訓高等学校、滋賀大学経済学部に一年の在籍後、京都大学経済学部に再入学し卒業。専攻分野はミクロ経済学、ゲーム理論、組織の経済学。また、古寺雅男に天才論を学ぶ。中学校時代には長岡京から大阪の伸学社に通ったこともある。1993年に電通入社。マーケティング部門に配属されて勤務したものの1995年に地下鉄サリン事件に遭遇した数ヶ月後に退社、退社時にはスイス ジュネーヴのオークションハウスで働くことが内定していたが、結局、アメリカに向かった。一年間をニュージャージー州クレンフォードのユダヤ教のラビのもとで過ごし、二年目を経営コンサルタント宇佐美泰一郎の尽力でバージニア州アーリントンにあるインターネットコミュニティーのコンサルティング会社でインターンとして過ごした後、1998年にカリフォルニア大学バークレー校 経営大学院に進学。2000年、経営学修士号 (MBA) 取得。大学院二年生のときからシリコンバレーのベンチャー企業に参加。完全自動口頭英語試験Versantのビジネス開発を担当する。2001年、アソシエートプロデューサーとして制作に参加していた短編のアメリカ映画「Bean Cake（おはぎ）」がカンヌ国際映画祭短編映画部門でパルムドール賞を受賞した。2007年にはアルビレックス新潟のマスコット、ご当地キャラクターの世界観、物語の構築を担当。この頃、経営コンサルタントの矢矧晴一郎に個人的に経営コンサルティングの技術の手ほどきを受ける。階層分析法などを駆使するのは矢矧清晴一郎の影響であると言われている。また、1995年から2004年まで松下政経塾出身の経営改革のプロ、宇佐美泰一郎の会社の非常勤の役員を務めた。その時に宇佐美泰一郎の著作「改革の志」に紹介された「志の草団子」と弁証法を組み合わせることによりアイデア生成メソッド「創造技法SA法」を着想することになる。2012年短編映画「お前なんかにお父さんと呼ばれたくないな」を制作。この映画のプロデューサーのポール・ミルグロムが 2020年にノーベル経済学賞を受賞。ポール・ミルグロムとは学部学生時代に当時学部長をしていた浅沼萬里に紹介されて以来親交が続いていた。2012年から2013年にかけ四国一番札所霊山寺の副住職（当時）に雇われ、四国霊場をカメラを車に乗せて四、五周して撮影旅行しながら、映像作りを独学で学ぶ。所用で東京に向かう飛行機の中で意識を失い救急車で病院に搬送されると原因不明の腰椎の圧迫骨折をしていた。2014年度から2016年度まで放送芸術学院専門学校にて非常勤で3年間映画作りを教える。2014年、後述の映画の制作を発表したのち、制作準備の過程でロフトプラスワンのトークイベントに参加。塩見孝也、上祐史浩、徐浩行、鈴木邦男らと登壇する。2014年、オウム真理教に関する初長編ドキュメンタリー「AGANAI 地下鉄サリン事件と私」の制作に取り掛かる。2018年、AGANAIは香港国際映画祭の企画市の一つWIP Labに選出。G2Dポストプロダクション賞を受賞。2020年、AGANAIは世界の映画祭に招待される。2021年、3月20日、AGANAIはシアターイメージフォーラム にて公開。2021年、8月28日、AGANAIはEBS国際ドキュメンタリー映画祭Competition Asiaにてグランプリを受賞。2022年8月に雑誌ペンマガジンは英語とフランス語で映画を紹介した。2018年に京都のヴィラ九条山に滞在中、インタビューを敢行したフランス人の女流作家、オリビア・ローゼンタールは2022年8月にフランス語で小説を発表。2023年サリン被害者の会が警察庁のHPに紹介される。2023年、出演したNetflixの"カルト教祖になる方法"が公開される。

## 作品

### 映像作品
- Bean Cake（おはぎ） （デビット・グリーンスパン（英語版）監督） - 制作助手（アソシエートプロデューサー）として参加。2001年の第54回カンヌ国際映画祭において短編映画部門パルムドール受賞。
- お前なんかにお父さんと呼ばれたくないな -監督
- AGANAI-悪の陳腐さについての新たな報告　-監督、プロデューサーとして参加。2020年シェフィールド国際ドキュメンタリー映画祭、チェコのイフラバ国際ドキュメンタリー映画祭Constellation section(その年の映画祭サーキットの映画祭で一番になった映画を紹介するセクション）、サンディエゴアジアン映画祭、イフラヴァ国際ドキュメンタリー映画祭、アムステルダム国際ドキュメンタリー映画祭 、モントリオール国際ドキュメンタリー映画祭、リスボン国際ドキュメンタリー映画祭、イッツオールトゥルー映画祭（ブラジル）ノミネーション、香港国際映画祭　ノミネーション、CPH-DoX、Nippon Connections、EDIF国際ドキュメンタリー映画祭ではCompetition Asiaでグランプリ、ヘルシンキ国際ドキュメンタリー映画祭、北京国際映画祭、ジュネーブ国際インディペンデント映画祭、ヒストリカ国際映画祭など多くの映画祭に公式招待される。長編ドキュメンタリーのオスカーの前哨戦と言われ、ドキュメンタリーの世界でもっとも権威あるIDA Awards2020のShort list（30本）に唯一のアジア映画として選ばれる。

### 著書
- The Monsters are Attacking Tokyo. Feral house.  1998年 (ISBN  0922915474)
- サリンとおはぎ ~扉は開くまで叩き続けろ 講談社、2010年 (ISBN 4062160315)
- 徹底的自分中心 プロアクティブ学習革命 イースト・プレス、2013年 (ISBN 4781609139)
- 次世代へ送る〈絵解き〉社会原理序説 dZERO、2014年 (ISBN 4907623089)
- 地下鉄サリン事件20年 被害者の僕が話を聞きます dZERO（インプレス）、2015年 (ISBN 4844376764)
- 小さくても勝てます ダイヤモンド社、2017年 (ISBN 978-4478103869)
- 増補社会原理序説　dZERO、2020年 (ISBN  978-4-907623-36-4)
- 直線は最短か？〜当たり前を疑い創造的に答えを見つける実践弁証法入門〜　ヤマハミュージックエンタテイメントホールディングス、2020年（ISBN 978-4636972290）
- ピーナッツ一粒ですべてを変える　集英社文庫 （ISBN 978-4087444827)

## メディアへの出演
- BBC News Witness (Radio Show)
- BBC Out look( Radio)
- (BBC)
- “『サリンとおはぎ』さかはらあつし 著者インタビュー”.  プレジデント社 (2010年6月14日). 2014年11月21日閲覧。
- “創刊28周年企画　重大事件、事故、天災「九死に一生」生存者たちの秘話15 part2”.  フライデー (雑誌) (2012年12月4日). 2014年11月21日閲覧。
- 被害者が伝える地下鉄サリン事件 ―映画監督・阪原 淳―2016年3月23日放送。
- 共謀罪"法案が閣議決定　地下鉄サリン事件の被害者からも懸念の声ー2017年3月20日放送
- 地下鉄サリン被害者「すべての兵器に反対」思い語る−2017年４月８日朝日新聞夕刊
- KBS京都テレビ 京bizX−2018年2月16日ゲストコメンテーターとして生出演。
- 毎日新聞 2018年3月14日　地下鉄サリン事件被害者がドキュメンタリー映画制作　アレフ幹部との対話で迫った「信教の自由」
- 讀賣テレビ「そこまで言って委員会」2018年4月8日放送
- テレビ東京「じっくり聞いタロウ」2018年6月21日放送
- テレビ東京「ゆうがたサテライト」2018年7月7日放送
- フジテレビ「報道プライムサンデー」2018年7月8日放送
- テレビ東京「独占スクープ！池上彰ＶＳオウム６人の証言者」　2018年8月26日放送
- KBSラジオ「妹尾和夫のパラダイスKyoto」2018年11月2日放送
- サンケイスポーツ「平成の真実」2018年、12月21日
- 外国人記者クラブ会見2020年、3月16日。
- 毎日新聞「自分はなぜ殺されかけたのか」2020年、10月21日
- Pen Magazine ‘Me and the Cult Leader’, an Account About the Aum Sect Told Through Film 2022年8月
- Forbes Japan コラム
- The Cinemaholic. Where is the Tokyo Sarin Gas Attack Survivor Now?
- Netflix: How to become a cult leader. 2023年7月公開。